# Ouško zaječí
Ouško zaječí (Otidea leporina) je houba z čeledi ohnivkovitých (Pyronemataceae).

## Znaky
Plodnice hladké, 2–5 cm vysoké, 3 cm široké, tvarem kornoutovité, připomínající zaječí uši, některé exempláře však rostou i jako pohárkovité. Okraje jsou stočené dovnitř, směrem k bázi se plodnice zužuje. Na vnitřní straně se nachází výtrusorodá vrstva obdobné barvy jako zbytek plodnice, vnějšek bývá pokrytý moučnatým povlakem rovněž rezavé, někdy i žlutě okrové barvy. Výtrusný prach je bílý.
Voskovitá, křehká, rezavá dužnina postrádá chuť i vůni. 

## Užití
Jedlá houba.

## Ekologie
Nehojně roste v jehličnatých lesích v opadaném jehličí (na kyselém podloží), ze stromů preferuje smrky. Doba růstu je od července do listopadu. Druh roste ve většině případů ve skupinkách.

## Rozšíření
Výskyt byl pozorován v Evropě, středním Rusku, Severní a Střední Americe, Pákistánu a Indii.

## Galerie

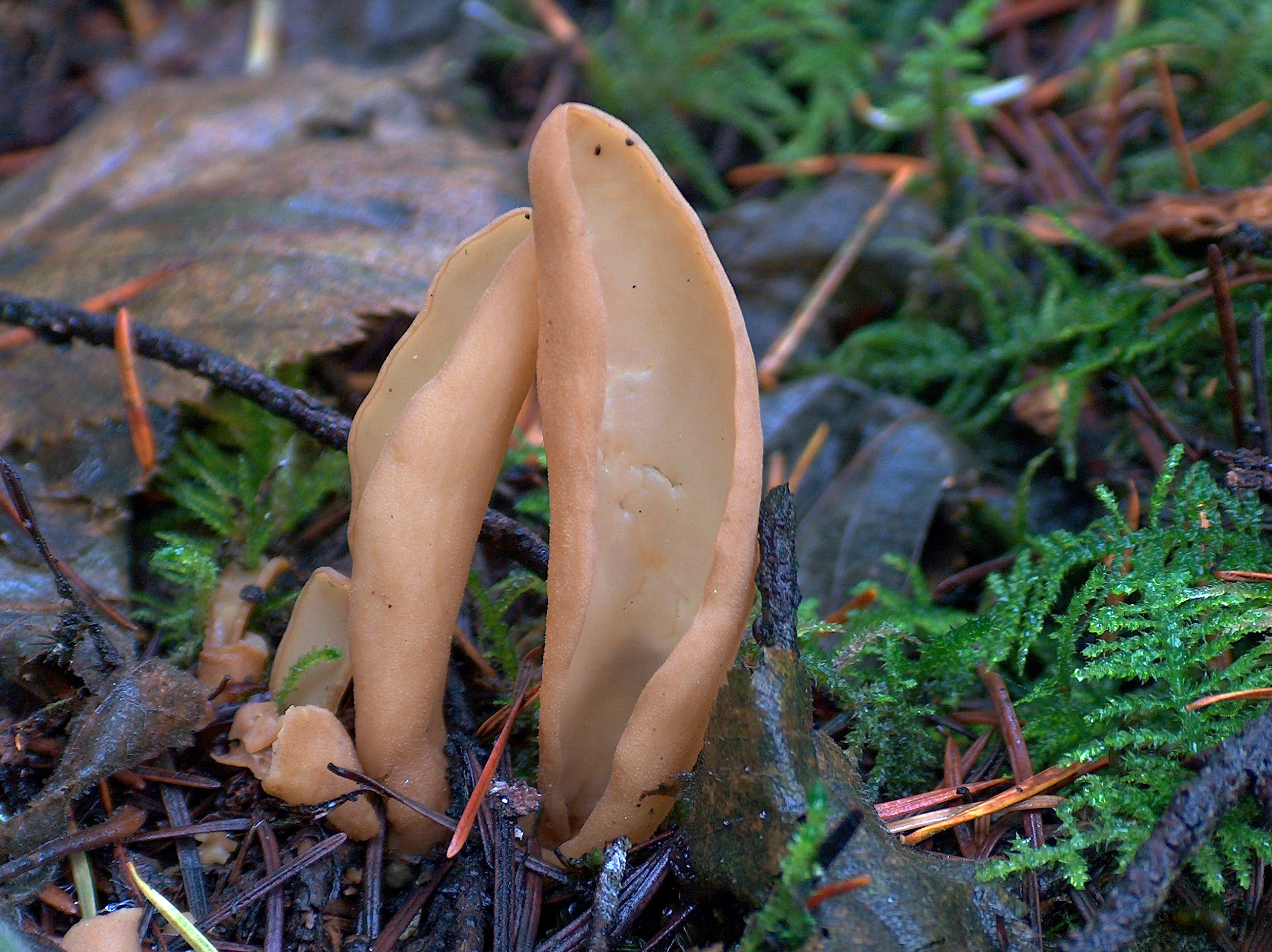
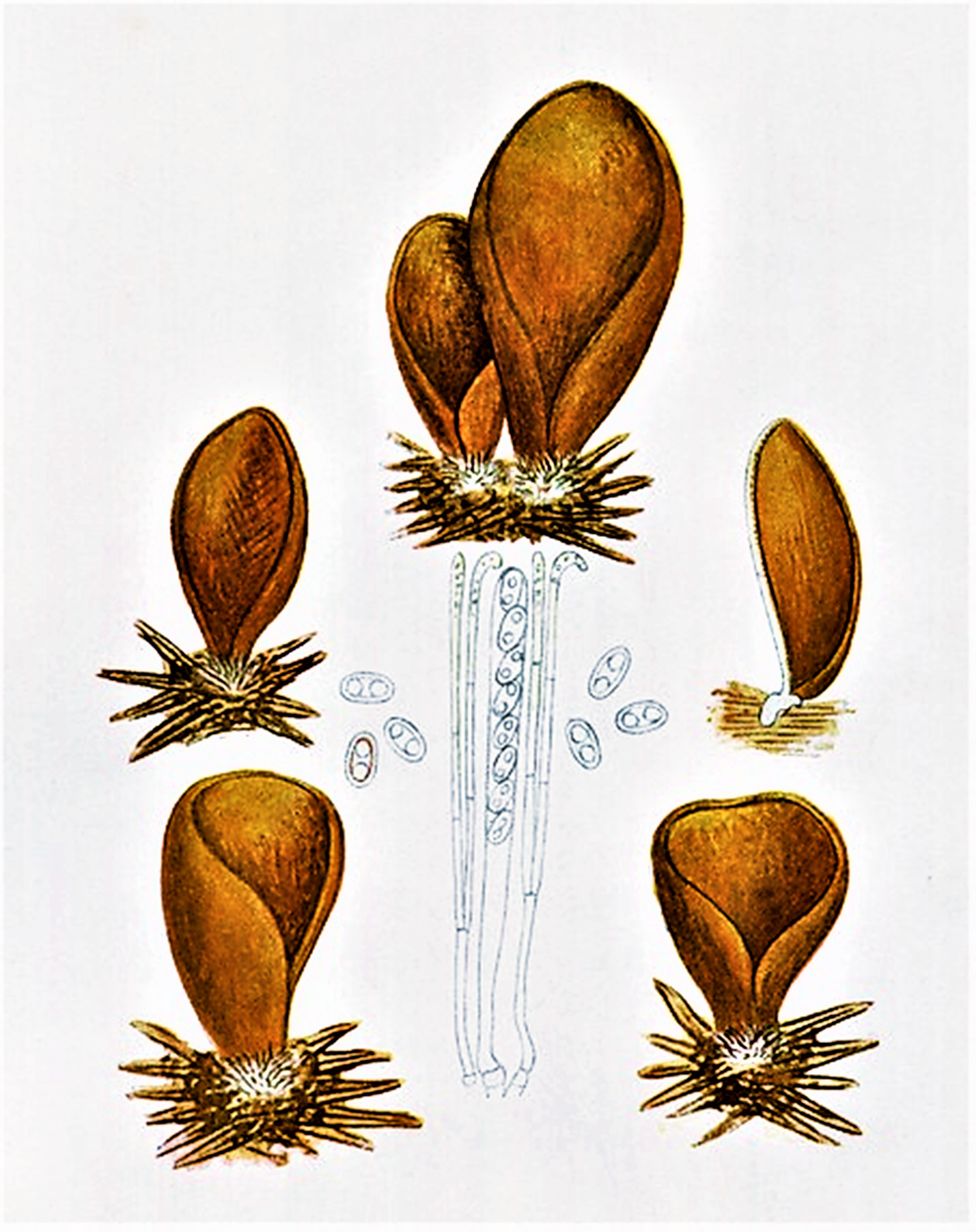
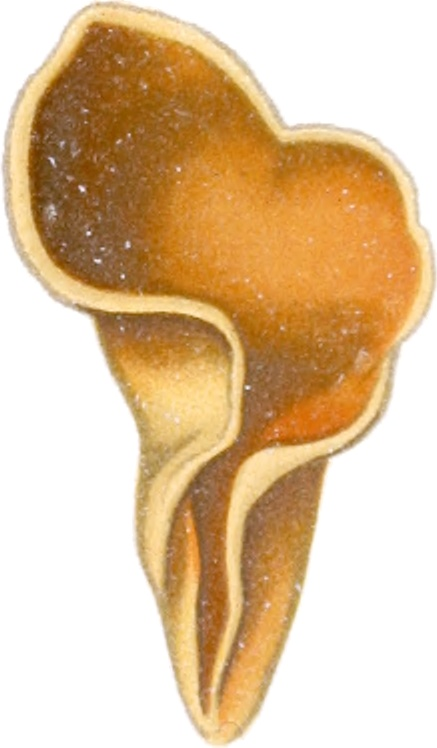

## Možnost záměny
- Ouško kornoutovité (Otidea onotica)
- Ouško Tuomikoskiho (Otidea tuomikoskii)